# Yingkou

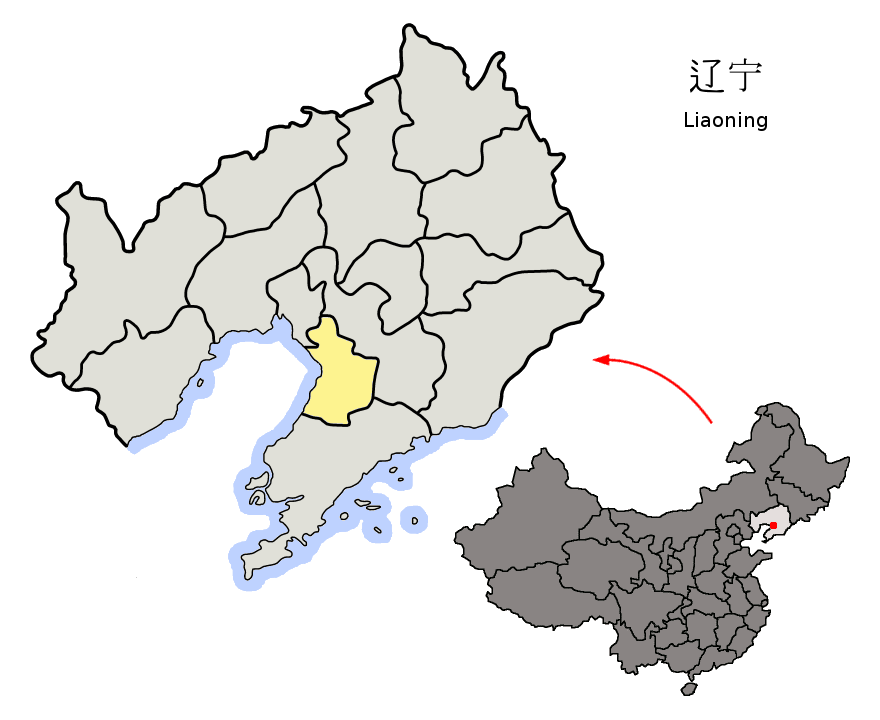
Lage Yingkous in der Provinz Liaoning

Yingkou (chinesisch 營口市 / 营口市, Pinyin Yíngkǒu Shì) ist nach Dalian die zweitgrößte Hafenstadt in Nordostchina. Als bezirksfreie Stadt hat sie eine Fläche von 5.365 km² und 2.328.582 Einwohner (Stand: Zensus 2020). Yingkou befindet sich etwa 220 km nördlich von Dalian und etwa 200 km südlich der Provinzhauptstadt Shenyang. Angeschlossen ist Yingkou an das Schienennetz der Provinz Liaoning und besitzt des Weiteren eine Ausfahrt am Shenda Expressway, der die Städte Shenyang und Dalian verbindet. Yingkou ist zurzeit die achtgrößte Stadt der Provinz Liaoning. Yingkou liegt am Fluss Liao He.

## Administrative Gliederung
| Stadtbezirke Yingkou                                |
| --------------------------------------------------- |
| Zhanqian ※ Xishi Bayuquan Laobian Gaizhou Dashiqiao |

Auf Kreisebene setzt sich Yingkou aus vier Stadtbezirken und zwei kreisfreien Städten zusammen. Diese sind (Stand: Zensus 2020):
- Stadtbezirk Zhanqian (站前区), 90 km², 261.439 Einwohner
- Stadtbezirk Xishi (西市区), 268 km², 212.913 Einwohner
- Stadtbezirk Bayuquan (鲅鱼圈区), 353 km², 541.113 Einwohner
- Stadtbezirk Laobian (老边区), 249 km², 146.748 Einwohner
- Stadt Dashiqiao (大石桥市), 1.554 km², 607.098 Einwohner
- Stadt Gaizhou (盖州市), 2.987 km², 559.271 Einwohner

## Wirtschaft
Yingkous Wirtschaft ist primär vom Hafen sowie von der Fahrzeugzuliefererindustrie geprägt. Es befinden sich eine Reihe von Fabriken, die Motorenkomponenten herstellen, entlang der Peripherie der Stadt. Darunter finden sich auch deutsche Firmen wie die Stuttgarter Mahle GmbH und die Fuchs Petrolub SE.
Der bedeutende Seehafen von Yingkou ist im Winter weitgehend eisfrei. Der gesamte Frachtumschlag betrug im Jahr 2023 224,48 Mio. Tonnen, davon entfielen 78,5 Mio. Tonnen auf den internationalen Handel. Im Containerhafen wurden 2023 5.330.000 TEU verladen.

## Geschichte

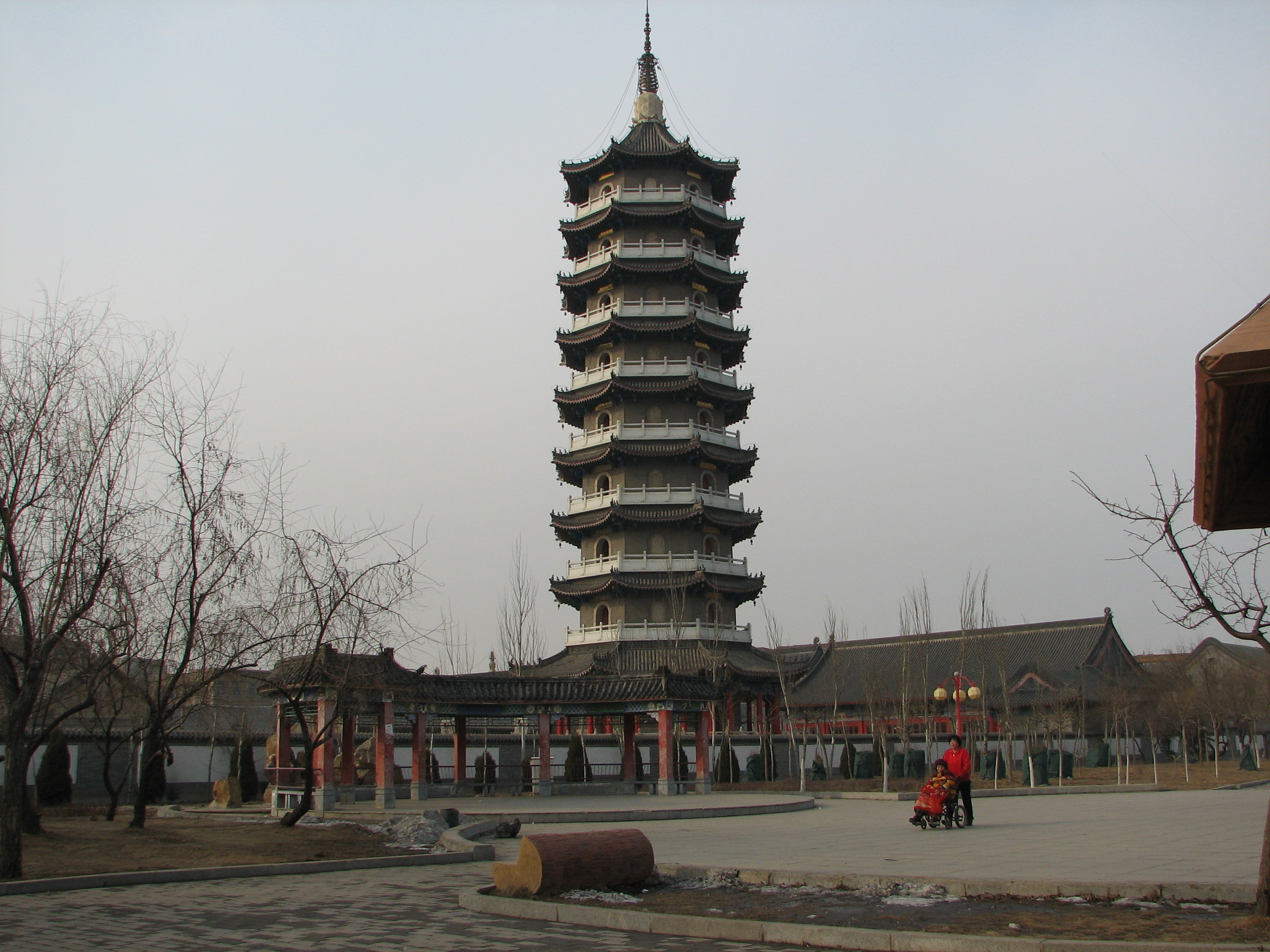
Buddhistischer Tempel von Yingkou

Der etwa 50 Kilometer nördlich der heutigen Stadt Yingkou am Fluss Liao He gelegene Hafen Niuzhuang (chinesisch 牛庄, Pinyin Niúzhuāng, englisch Newchwang) wurde mit dem Vertrag von Tianjin 1858 für den internationalen Handel geöffnet. Es stellte sich jedoch heraus, dass der Fluss für die britischen Schiffe zu seicht war. Daraufhin verlegte man den Hafen näher zur Flussmündung an den heutigen Standort.
Während des Ersten Japanisch-Chinesischen Krieges war Yingkou Schauplatz eines größeren Gefechtes. 1895 wurde die Stadt von den kaiserlich-japanischen Truppen erobert. Die zahlenmäßig unterlegenen Chinesen hatten bis zuletzt in einem Fort, das sich am westlichen Rand der Stadt an der Küste zu Bohai befand, erbitterten Widerstand geleistet.
Nach dem Zweiten Weltkrieg befand sich Yingkou unter der Kontrolle der nationalistischen Kuomintang. Im Laufe der sich abzeichnenden Niederlage evakuierte die Kuomintang ihre verbliebenen Truppen 1949 im Hafen von Yingkou und floh nach Taiwan. Damit war die Präsenz der Kuomintang im Nordosten von China erloschen.

## Kultur und Tourismus
In Yingkou befindet sich ein in der Provinz Liaoning berühmter Park mit buddhistischem Tempel. Auch die Flusspromenade gilt als Anlaufpunkt. Im Sommer sind viele Musiker, Sänger und Tänzer an der Flusspromenade, die mit einem Park verbunden ist, zu bewundern.
In Yingkou befinden sich auch eine katholische Kirche sowie eine sunnitische Moschee.
Koordinaten: 40° 40′ N, 122° 14′ O

## Persönlichkeiten
- Boris Blacher (1903–1975), deutscher Komponist
- Gu Yuan (* 1982), Hammerwerferin